# Tango (kịch)
Tango là một vở Kịch được viết bởi nhà văn, nhà viết kịch và họa sĩ hoạt hình người Ba Lan, Sławomir Mrożek (1930–2013). Lần đầu tiên được xuất bản trong tạp chí văn học Dialog (Dialogue) năm 1964. Ở Ba Lan, Tango được dàn dựng lần đầu tại Bydgoszcz năm 1965. Vở kịch được dịch ra tiếng Anh, tiếng Ý, tiếng Nhật, tiếng Pháp, tiếng Đan Mạch, tiếng Hebrew, tiếng Czech, tiếng Slovenia, tiếng Hà Lan, tiếng Estonia, tiếng Đức, tiếng Tây Ban Nha và nhiều ngôn ngữ khác.

## Cốt truyện
Vở kịch lấy bối cảnh thời gian không xác định tại nhà của Stomil và Eleonora, cha mẹ của Artur (một sinh viên Y học). Ngôi nhà lộn xộn không chỉ bởi nội thất mà còn bởi việc thiếu đi hoàn toàn các quy tắc trong nhà và các giá trị chung của ngôi nhà. Mọi người có thể làm bất cứ điều gì họ muốn. Ngoài ra, còn có nhiều vật dụng không cần thiết như xe nôi, chiếc váy cưới cũ, bệ đỡ quan tài sau cái chết của ông Artur cũng được tìm thấy trong căn nhà này. Dường như sự "rắc rối" có thể là từ mô tả cuộc sống của họ thích hợp nhất. Artur cố gắng tạo ra các quy tắc và mang lại ý nghĩa cho một vài thứ, mặc dù vậy thì những nỗ lực của anh ta chắc chắn sẽ thất bại. Artur cố gắng dụ bà của mình sử dụng bệ đỡ quan tài, nổi loạn để chống lại tính luộm thuộm của cha mình và tiêu chuẩn kép về Đạo đức của mẹ mình. Bản thân anh ta muốn có một đám cưới truyền thống nhưng không thành công. Khi tổ chức tiệc chiêu đãi, Artur quên mất việc nêu lên cảm xúc của mình với vị hôn thê, cho nên cô ấy nghĩ rằng anh thờ ơ với mình, và hậu quả là việc cô ấy tuyên bố có quan hệ tình cảm với Edek. Ngoài ra, bà của Artur mất và anh ấy bị giết bởi Edek.  Vở kịch kết thúc bằng điệu tango tượng trưng cho sự giản đơn, chất phác, Văn hóa đại chúng, có nghĩa là "những giá trị" này đã chiến thắng. Edek tuyên bố rằng anh ta nắm quyền kiểm soát nơi này và về sau, mọi người phải theo quy tắc mà anh ta đưa ra.

## Chủ đề
"Tango" nói lên câu chuyện về  Khoảng cách thế hệ trong xã hội đương đại và làm thế nào mà Phù hợp, Tình trạng hỗn loạn, sự lộn xộn và chủ nghĩa hình thức đi vào trong xung đột giữa các thế hệ. Vở kịch cố gắng tập trung vào việc tìm ra câu trả lời rằng liệu có không gian cho một trí thức trong cộng đồng như vậy hay không.

## Các nhân vật
- Artur – con trai của Stomil và Eleonora
- Ala – chị họ và hôn thê của Artur
- Edek –  "người đàn ông có bộ ria mép", người yêu của Eleonora, khách viếng thăm thường xuyên của gia đình nhà Stomil
- Eugeniusz – chú của Artur và anh của Eugenia
- Eugenia – bà của Artur
- Eleonora – mẹ của Artur
- Stomil – cha của Artur